# Bourg de Wangaratta
Le bourg de Wangaratta est une zone d'administration locale du nord-est de l'État de Victoria en Australie. Il est traversé par la Great Alpine Road.
Il comprend la ville de Wangaratta elle-même et les localités d'Everton, Glenrowan, Oxley (en), Milawa, Moyhu, Peechelba, Springhurst, Whitfield, Whorouly et Eldorado.
Il a été créé en 1995 par la fusion de la ville de Wangaratta et des comtés de Wangaratta et d'Oxley et partiellement des comtés de Beechworth, Benalla et Yarrawonga.